# Prosopantrum ruficorne
Prosopantrum ruficorne är en tvåvingeart som beskrevs av Edwards och Malloch 1933. Prosopantrum ruficorne ingår i släktet Prosopantrum och familjen myllflugor. Inga underarter finns listade i Catalogue of Life.